# Stade François Coty
Stade François Coty – stadion piłkarski położony w Ajaccio na Korsyce, mieszczący 10660 widzów. Na co dzień mecze rozgrywa tu drużyna AC Ajaccio. Stadion znany jest z pięknego widoku na Morze Śródziemne.